# Iniciální a terminální objekt
Iniciální objekt kategorie C je v matematickém oboru teorie kategorií objekt I v C takový, že pro každý objekt X v C, existuje právě jeden morfismus I → X.
Duálním pojmem je terminální objekt (také nazývaný terminální prvek): T je terminální, pokud pro každý objekt X v C existuje právě jeden morfismus X → T. Iniciální objekty se také nazývají koterminál nebo univerzální, a terminální objekty se také nazývají finální.
Objekt, který je jak iniciální tak terminální, se nazývá nulový objekt.
Striktně iniciální objekt I je takový objekt, pro který každý morfismus do I je izomorfismem.

## Příklady
- Prázdná množina je jediným iniciálním objektem v kategorii množin Set. Každá jednoprvková množina (singleton) je v této kategorii terminálním objektem; v kategorii Set neexistují žádné nulové objekty. Podobně je prázdný prostor jediným iniciálním objektem v kategorii topologických prostorů Top a každý jednobodový prostor je terminálním objektem v této kategorii.
- V kategorii množin a relací Rel je prázdná množina jediným iniciálním objektem a jediným terminálním objektem, a je tedy jediným nulovým objektem.
- V kategorii grup Grp je libovolná triviální grupa nulovým objektem. Triviální objekt je nulovým objektem také v kategorii Abelových grup Ab, v kategorii pseudookruhů Rng, v kategorii modulů nad okruhem R-Mod a v kategorii vektorových prostorů nad tělesem K-Vect. Detaily viz Nulový objekt (algebra). Odtud pochází termín „nulový objekt“.
- V kategorii okruhů Ring s jednotkou a s jednotkou zachovávajícími morfismy je okruh celých čísel Z iniciálním objektem. Nulový okruh sestávající pouze z jediného prvku 0 = 1 je terminálním objektem.
- V kategorii polookruhů Rig, s jednotkou a s jednotkou zachovávajícími morfismy je iniciálním objektem polookruh přirozených čísel N. Nulový polookruh, který je nulovým okruhem sestávajícím pouze z jediného prvku 0 = 1, je terminálním objektem.
- V kategorii polí (komutativních těles) Field neexistují žádné iniciální nebo terminální objekty. V podkategorii polí pevné charakteristiky je však prvotěleso iniciálním objektem.
- Libovolnou uspořádanou množinu (P, ≤) lze interpretovat jako kategorii: jejími objekty jsou prvky množiny P, a existuje jediný morfismus x do y právě tehdy, když x ≤ y. Tato kategorie má iniciální objekt právě tehdy, když P má nejmenší prvek; a terminální objekt právě tehdy, když P má největší prvek.
- Kategorie malých kategorií Cat s funktory jako morfismy má prázdnou kategorii, 0 (bez objektů a bez morfismů), jako iniciální objekt a terminální kategorie, 1 (s jediným objektem s jediný identickým morfismem), jako terminální objekt.
- V kategorii schémat Spec(Z) je prvočíselné spektrum okruhu celých čísel terminálním objektem. Prázdné schéma (rovné prvočíselnému spektru nulového okruhu) je iniciálním objektem.
- Limita diagramu F může být charakterizována jako terminální objekt v kategorii kuželů do F. Obdobně kolimita diagramu F může být charakterizována jako iniciální objekt v kategorii ko-kuželů z F.
- V kategorii ChR řetězových komplexů nad komutativním okruhem R, nulový komplex je nulovým objektem.
- V krátké exaktní posloupnost tvaru 0 → a → b → c → 0 je iniciálním a terminálním objektem anonymní nulový objekt. Toho se často používá v teorii kohomologií.

## Vlastnosti

### Existence a jednoznačnost
Iniciální a terminální objekty nemusí v určité kategorii vůbec existovat. Pokud však existují, jsou v podstatě jedinečné. Speciálně pokud I1 a I2 jsou dva různé iniciální objekty, pak mezi nimi existuje jediný izomorfismus. Pokud navíc I je iniciálním objektem, pak libovolný objekt izomorfní s I je také iniciální objekt. Totéž platí pro terminální objekty.
Pro úplné kategorie existuje věta o existenci iniciálních objektů. Speciálně (lokálně malá) úplná kategorie C má iniciální objekt právě tehdy, když existuje množina I (nikoli vlastní třída) a I-indexovaná rodina (Ki) objektů kategorie C taková, že pro libovolný objekt X kategorie C, existuje alespoň jeden morfismus Ki → X pro nějaké i ∈ I.

### Ekvivalentní formulace
Terminální objekty v kategorii C je možné definovat také jako limity jedinečného prázdného diagramu 0 → C. Protože prázdná kategorie je prázdná diskrétní kategorie, terminální objekt si lze představit jako prázdný součin (součin je skutečně limitou diskrétního diagramu {\displaystyle \{X_{i}\}}, obecně). A naopak, iniciální objekt je kolimitou prázdného diagramu 0 → C a lze si jej představit jako prázdný koprodukt nebo kategoriální součet.
Z toho plyne, že libovolný funktor, který zachovává limity, bude zobrazovat terminální objekty na terminální objekty, a libovolný funktor, který zachovává kolimity, bude zobrazovat iniciální objekty na iniciální objekty. Například iniciálním objektem v libovolné konkrétní kategorii s volnými objekty bude volný objekt generovaný prázdnou množinou (volný funktor zachovává kolimity, protože je zleva adjungovaný k zapomínajícímu funktoru do kategorie Set).
Iniciální a terminální objekty lze charakterizovat také z hlediska univerzální vlastnosti a adjungovaného funktoru. Nechť 1 je diskrétní kategorie s jediným objektem (označovaným symbolem •), a nechť U : C → 1 je jedinečný (konstantní) funktor na 1. Pak
- Iniciální objekt I v C je univerzální morfismus z • do U. Funktor, který zobrazuje • do I, je zleva adjungovaný na U.
- Terminální objekt T v C je univerzální morfismus U do •. Funktor, který zobrazuje • do T, je zprava adjungovaný na U.

### Vztah k jiným kategoriálním konstrukcím
Mnoho přirozených konstrukcí v teorie kategorií lze formulovat z hlediska hledání iniciálního nebo terminálního objekt ve vhodné kategorii.
- Univerzální morfismus objektu X do funktoru U lze definovat jako iniciální objekt v čárkové kategorii (X ↓ U). A naopak, univerzální morfismus U do X je terminálním objektem v (U ↓ X).
- Limita diagramu F je terminálním objektem v Cone(F) kategorie kuželů do F. A naopak, kolimita diagramu F je iniciálním objektem v kategorii kuželů z F.
- Reprezentace funktoru F do Set je iniciálním objektem v kategorii prvků funktoru F.
- Pojem terminálního funktoru (resp. iniciálního funktoru) je zobecněním pojmu terminálního objektu (resp. iniciálního objektu).

### Další vlastnosti
- Monoidový endomorfismus iniciálního nebo terminálního objektu I je triviální: {\displaystyle End(I)=Hom(O,I)=\{id_{I}\}}.
- Má-li kategorie C nulový objekt 0, pak pro libovolnou dvojici objektů X a Y z C je jedinečná kompozice X → 0 → Y nulovým morfismem z X do Y.